# Telex

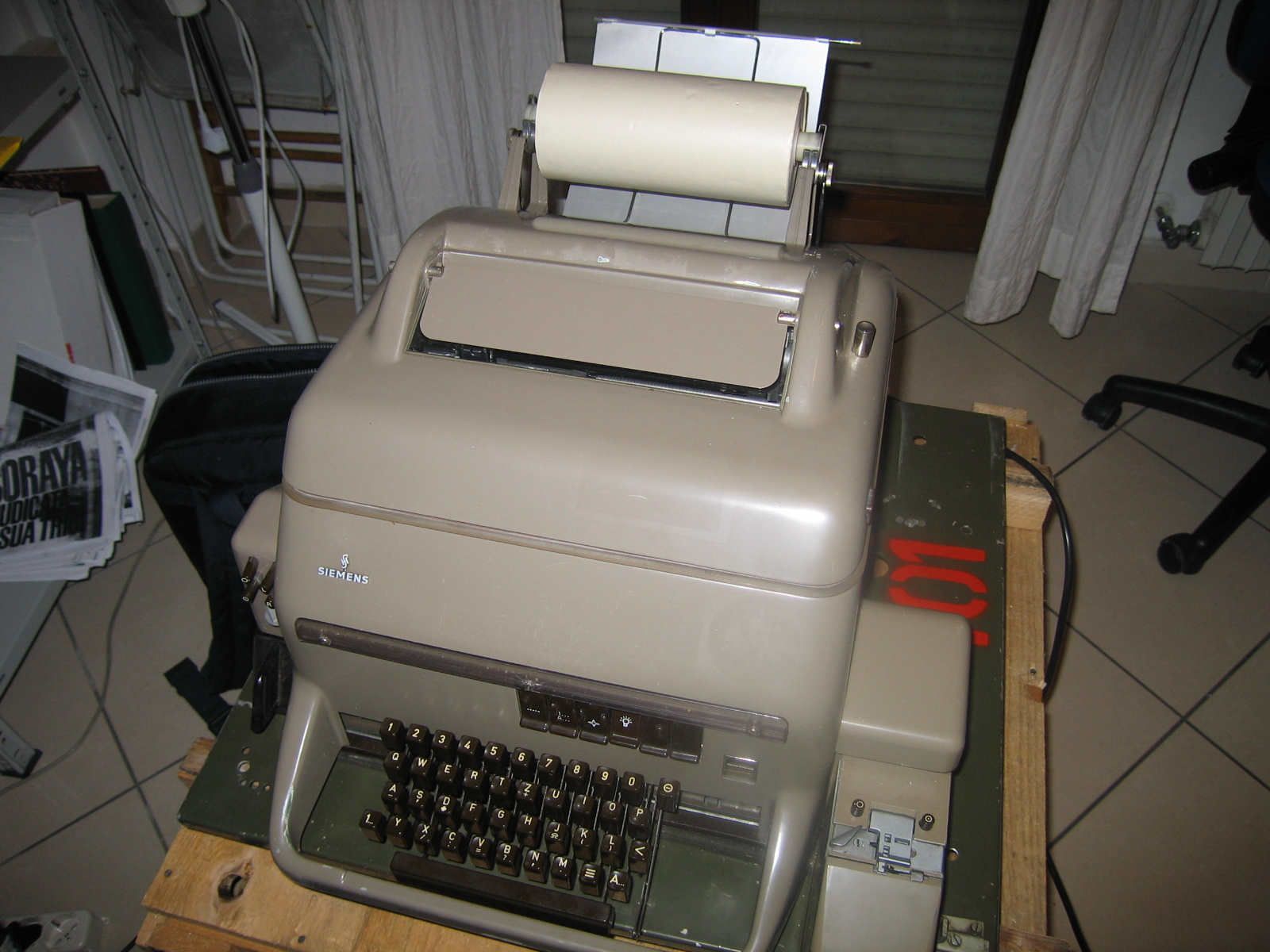
Aparelho de telex Siemens. Na direita encontra-se o perfurador/leitor de fita

Telex é um sistema internacional de comunicações escritas que prevaleceu até ao final do século XX. Consistia numa rede mundial com um plano de endereçamento numérico, com terminais únicos que poderia enviar uma mensagem escrita para qualquer outro terminal. Ainda está em funcionamento em muitos países apesar do número de subscritores do serviço se encontrar em queda, pela introdução do e-mail, mais barato. Os terminais pareciam e funcionavam como máquinas de escrever ligadas a uma rede igual à telefônica.
Uma das particularidades deste sistema de comunicações escritas, ao contrário do que acontece com outros sistemas de comunicação de mensagens escritas como o fax ou o e-mail, era a garantia de entrega imediata com autenticação dos terminais.
Graças à garantia de entrega e autenticidade das mensagens, durante as ultimas décadas do século XX desenvolveu-se fortemente. Por várias décadas, a comunicação escrita imediata permitiu a troca de informações como ordens de encomenda, avisos legalmente reconhecidos, ordens de pagamento, confirmação de eventos, notícias, etc.

## Rede Universal
O sistema utilizava uma rede de comutação de circuitos similar à utilizada nas redes públicas de comunicações de telefonia e era normalmente explorada pelos mesmos operadores de telecomunicações. A rede de Telex partilhava os meios de transmissão utilizados pelas outras redes apesar de não existir inter-operabilidade entre elas (ex.: não havia comunicação direta entre telefones e terminais de Telex). Muitos operadores de telecomunicações utilizaram serviços manuais para permitir o envio de mensagens telegráficas através do telefone. Este serviço, útil para quem não tinha uma subscrição de um terminal de Telex, era conhecido pelo serviço de telegramas telefonados e pago na conta telefônica pelo originador.

## Origem
O Telex tem origem no anterior serviço de telegrafia desenvolvido por Samuel Morse e que ajudou a desenvolver a expansão e colonização dos Estados Unidos. De forma similar ao telégrafo, as mensagens escritas em Telex são compostas por sequências de codificação binária dos caracteres escritos e um conjunto adicional de caracteres e mensagens de controle destinadas a encaminhar automaticamente a ligação dos circuitos a estabelecer a ligação até ao terminal destino, verificar o estado do mesmo e garantir a entrega correta da mensagem.

### Limitações
O serviço de telex tinha algumas limitações importantes pois não dispunha de todos os caracteres utilizados nos alfabetos da língua portuguesa como os acentos de palavras e todas as letras eram maiúsculas (caps lock). As máquinas mais antigas também não tinham memória RAM, as mensagens eram pré-gravadas em meio mecânico (fita de papel perfurada mecanicamente) e depois transmitidas, para economizar tempo de transmissão. As mensagens recebidas eram impressas em bobinas contínuas de papel.

## Determinação do preço das comunicações

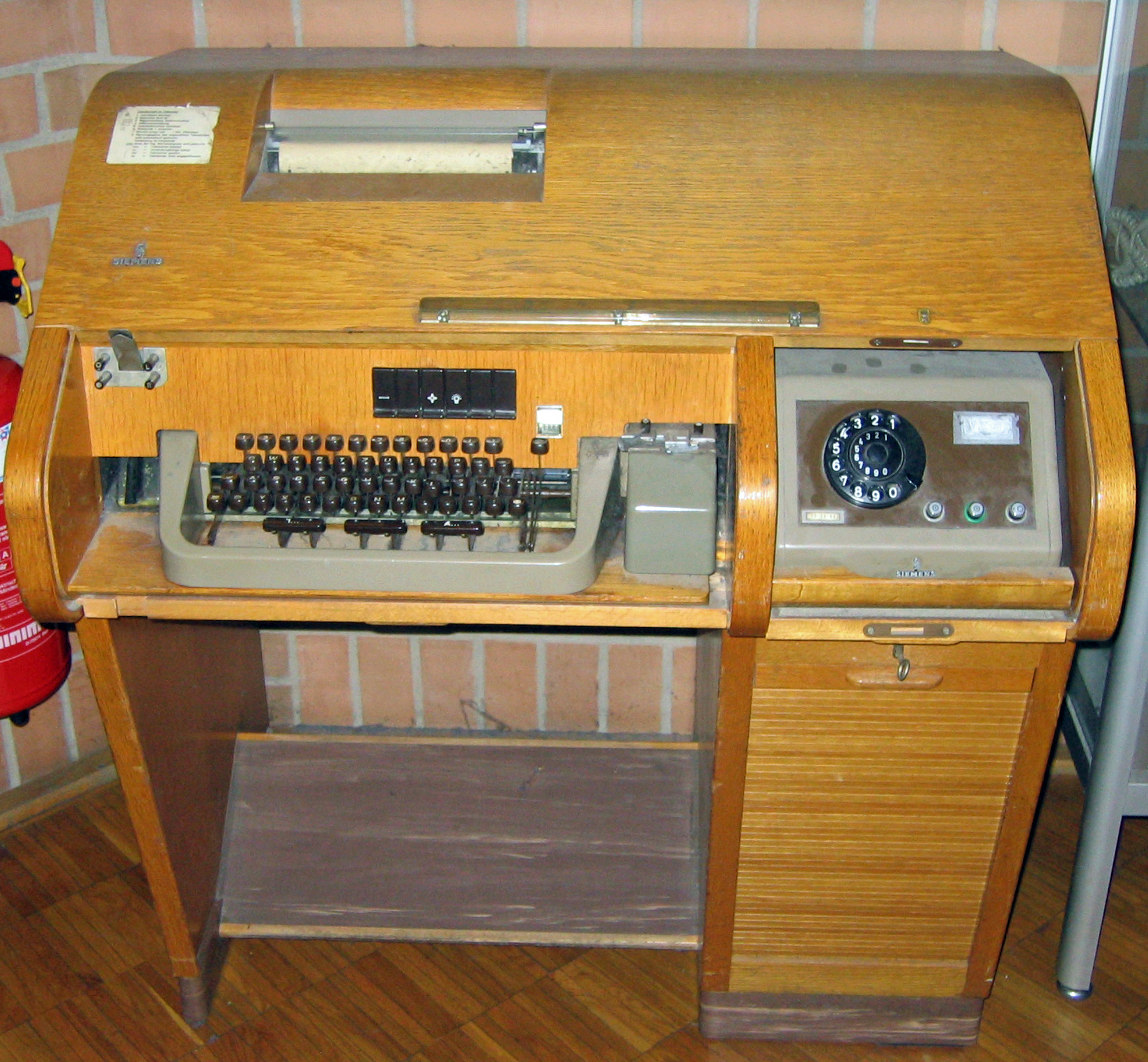
Antigo modelo Siemens com gabinete em madeira e discagem manual.

O serviço de Telex era facturado de forma um pouco complexa pois incluía várias parcelas na prestação do serviço. Uma parte do custo do serviço era fixo mensal e incluía a disponibilidade da linha, um número único e o terminal (parecido com uma máquina de escrever com perfurador e leitor de fita de papel onde se podiam armazenar as mensagens enviadas e recebidas). A outra parte do custo das comunicações dependia de um tarifário relativamente complexo sendo o custo das mensagens dependente da distância onde se encontrava o terminal destino e do número de "palavras" contidas na mensagem.

### Contagem de palavras
A contagem de palavras obedecia a um conjunto de regras complexas com base nas sílabas que compunham cada palavra. Devido ao complexo algoritmo de contagem das "palavras" não era fácil ao utilizador determinar o custo exato de cada mensagem. Por este motivo e para reduzir o custo das mensagens os utilizadores aprenderam a simplificar o texto das mensagens eliminando as palavras que pareciam não alterar o sentido das frases como as vogais e, a, o etc.
Construiu-se assim um jargão do Telex que habitualmente passou a ser utilizada. Por exemplo, em vez de "Maria, o pai está muito doente e pede para te ver. Um abraço da tua irmã Joana.", o texto poderia ser enviado apenas com "Maria, pai muito doente. Vem rápido. Joana.", o que diminuía o número de palavras de 18 para apenas 7 sem perder o sentido da mensagem.

## Curiosidades

### Cartão de memorizaçãoTHE WESTERN TELEGRAPH CO.
No Brasil, em meados de 1951, a THE WESTERN TELEGRAPH CO. criou e distribuiu entre seus funcionários um cartão de referencia visando auxiliar a memorização do novo código de cinco unidades instituído no TELEX.
Até este momento o código utilizado por seus telegrafistas era o código de duas unidades baseado no Código Morse.

#### Frente
THE WESTERN TELEGRAPH CO.
| WEBB METOD OF LEARNING FIVE UNIT CODE | WEBB METOD OF LEARNING FIVE UNIT CODE | WEBB METOD OF LEARNING FIVE UNIT CODE | WEBB METOD OF LEARNING FIVE UNIT CODE | WEBB METOD OF LEARNING FIVE UNIT CODE | WEBB METOD OF LEARNING FIVE UNIT CODE | WEBB METOD OF LEARNING FIVE UNIT CODE | WEBB METOD OF LEARNING FIVE UNIT CODE | WEBB METOD OF LEARNING FIVE UNIT CODE | WEBB METOD OF LEARNING FIVE UNIT CODE | WEBB METOD OF LEARNING FIVE UNIT CODE | WEBB METOD OF LEARNING FIVE UNIT CODE | WEBB METOD OF LEARNING FIVE UNIT CODE | WEBB METOD OF LEARNING FIVE UNIT CODE | WEBB METOD OF LEARNING FIVE UNIT CODE | WEBB METOD OF LEARNING FIVE UNIT CODE | WEBB METOD OF LEARNING FIVE UNIT CODE | WEBB METOD OF LEARNING FIVE UNIT CODE | WEBB METOD OF LEARNING FIVE UNIT CODE | WEBB METOD OF LEARNING FIVE UNIT CODE | WEBB METOD OF LEARNING FIVE UNIT CODE | WEBB METOD OF LEARNING FIVE UNIT CODE | WEBB METOD OF LEARNING FIVE UNIT CODE | WEBB METOD OF LEARNING FIVE UNIT CODE | WEBB METOD OF LEARNING FIVE UNIT CODE | WEBB METOD OF LEARNING FIVE UNIT CODE | WEBB METOD OF LEARNING FIVE UNIT CODE | WEBB METOD OF LEARNING FIVE UNIT CODE | WEBB METOD OF LEARNING FIVE UNIT CODE | WEBB METOD OF LEARNING FIVE UNIT CODE | WEBB METOD OF LEARNING FIVE UNIT CODE | WEBB METOD OF LEARNING FIVE UNIT CODE | WEBB METOD OF LEARNING FIVE UNIT CODE | WEBB METOD OF LEARNING FIVE UNIT CODE |
| FIGURES                               | 3                                     | -                                     | 7                                     | 0                                     | LETTERS                               | 5                                     | 9                                     | .                                     | =                                     | 9                                     | ,                                     | 8                                     | -                                     |                                       | 4                                     | '                                     | )                                     |                                       |                                       |                                       | \|                                    | FIGURES                               | /                                     | ?                                     | 2                                     | +                                     | 6                                     | 0                                     |                                       | :                                     | CAR RET                               | SPACE                                 | LINE FEED                             |
| ------------------------------------- | ------------------------------------- | ------------------------------------- | ------------------------------------- | ------------------------------------- | ------------------------------------- | ------------------------------------- | ------------------------------------- | ------------------------------------- | ------------------------------------- | ------------------------------------- | ------------------------------------- | ------------------------------------- | ------------------------------------- | ------------------------------------- | ------------------------------------- | ------------------------------------- | ------------------------------------- | ------------------------------------- | ------------------------------------- | ------------------------------------- | ------------------------------------- | ------------------------------------- | ------------------------------------- | ------------------------------------- | ------------------------------------- | ------------------------------------- | ------------------------------------- | ------------------------------------- | ------------------------------------- | ------------------------------------- | ------------------------------------- | ------------------------------------- | ------------------------------------- |
| 1                                     | Ø                                     | Ø                                     | Ø                                     | Ø                                     | Ø                                     |                                       |                                       |                                       |                                       |                                       |                                       |                                       | Ø                                     |                                       |                                       | Ø                                     |                                       | Ø                                     |                                       | Ø                                     | Ø                                     | Ø                                     | Ø                                     | Ø                                     | Ø                                     | Ø                                     | Ø                                     |                                       | Ø                                     |                                       |                                       |                                       |                                       |
| 2                                     |                                       | Ø                                     | Ø                                     | Ø                                     | Ø                                     |                                       |                                       |                                       | Ø                                     |                                       |                                       | Ø                                     | Ø                                     |                                       | Ø                                     |                                       | Ø                                     |                                       | Ø                                     |                                       | Ø                                     | Ø                                     |                                       |                                       | Ø                                     |                                       |                                       | Ø                                     | Ø                                     | Ø                                     |                                       |                                       | Ø                                     |
| 3                                     |                                       |                                       | Ø                                     | Ø                                     | Ø                                     |                                       |                                       | Ø                                     | Ø                                     |                                       | Ø                                     | Ø                                     |                                       | Ø                                     |                                       | Ø                                     |                                       |                                       |                                       | Ø                                     | Ø                                     |                                       | Ø                                     |                                       |                                       |                                       | Ø                                     | Ø                                     |                                       | Ø                                     |                                       | Ø                                     |                                       |
|                                       | °                                     | °                                     | °                                     | °                                     | °                                     | °                                     | °                                     | °                                     | °                                     | °                                     | °                                     | °                                     | °                                     | °                                     | °                                     | °                                     | °                                     | °                                     | °                                     | °                                     | °                                     | °                                     | °                                     | °                                     | °                                     | °                                     | °                                     | °                                     | °                                     | °                                     | °                                     | °                                     | °                                     |
| 4                                     |                                       |                                       |                                       | Ø                                     | Ø                                     |                                       | Ø                                     | Ø                                     | Ø                                     | Ø                                     | Ø                                     |                                       |                                       |                                       | Ø                                     |                                       |                                       | Ø                                     | Ø                                     | Ø                                     |                                       | Ø                                     | Ø                                     | Ø                                     |                                       |                                       |                                       |                                       | Ø                                     | Ø                                     | Ø                                     |                                       |                                       |
| 5                                     |                                       |                                       |                                       |                                       | Ø                                     | Ø                                     | Ø                                     | Ø                                     | Ø                                     | Ø                                     |                                       |                                       |                                       | Ø                                     |                                       |                                       | Ø                                     |                                       | Ø                                     |                                       | Ø                                     | Ø                                     | Ø                                     | Ø                                     | Ø                                     | Ø                                     | Ø                                     | Ø                                     |                                       |                                       |                                       |                                       |                                       |
| LETTERS                               | E                                     | A                                     | U                                     | K                                     |                                       | T                                     | O                                     | M                                     | V                                     | O                                     | N                                     | I                                     | A                                     | H                                     | R                                     | S                                     | L                                     | D                                     | G                                     | F                                     | Q                                     |                                       | X                                     | B                                     | W                                     | Z                                     | Y                                     | P                                     | J                                     | C                                     |                                       |                                       |                                       |

Como possivelmente sera introduzido em nossos circuitos o Codigo de Cinco Unidades,
Achamos necessária a elaboração do presente cartão, com a finalidade de facilitar a assimilação do referido Código. Nas frases constantes no verso, as letras minúsculas
estao relacionadas entre si e com as palavras sublinhadas. Decoradas as frases, estara
gravada em suas memórias a imagem de todo o Codigo.

#### Verso

##### LETRAS
- ErA Um pintor Karlo, da TOMVONIA,
- que esperou HoRaS pela Lei e pelo Direito.
- Foi chamado de Zebra, isto é Cavalo de pYjama.
- O PinTor foi QUieTo de WAshingTon a GRambreTanha,
- onde disseram que ele era um BElO JERico,
- Mas ele nao oFENde os que com ele meXEM.

  A VOLTA DO CARRO no ESPACO determinara uma NOVA LINHA.

##### NUMEROS E SINAIS
A linha superior QWERT YUIOP corresponde aos numeros de 1 a o.
Um hifen é fAcil lembrar, depois Vem o duplo hífen (=)
- Abrir parenteses é desenhar um quarto Krescente, fecha-Lo é sempre necessario.
- Qualquer Mensagem termina com um ponto.

Pronuncie com clareza o S de Aposstrofe.
Dois pontos andam juntos como dois Camaradas.
- Cruz termina com Z.

Joao toca a campainha e diz: "Como vai, vai Bem?"
- Esse Xarope é barra limpa.